# Vimy
Vimy (flämisch: Wimi) ist eine französische Gemeinde mit 4281 Einwohnern (Stand 1. Januar 2022) im Département Pas-de-Calais in der Region Hauts-de-France.

## Geographie
Vimy liegt im Nordfranzösischen Kohlerevier etwa auf halber Strecke zwischen Lens und Arras. Der Ort liegt am Fuße eines Höhenzugs, der als crête de Vimy bezeichnet wird. Zu den Nachbargemeinden gehören Farbus, Thélus und Givenchy-en-Gohelle.

## Geschichte
Während des Ersten Weltkriegs war der Höhenzug von Vimy insbesondere im Frühjahr und Herbst 1915 sowie Frühjahr 1917 schwer umkämpft. In der Schlacht bei Arras im April 1917 gelang es kanadischen Verbänden der britischen Expeditionsstreitkräfte, der deutschen Armee den größten Teil der Vimy-Höhe abzunehmen.
An dieses wichtige Ereignis der kanadischen Geschichte wird mit dem in der Nähe befindlichen Kanadischen Nationaldenkmal Vimy erinnert.
Zum 100. Jahrestag um den 9. April 2017 wurde in Kanada und Frankreich bei zahlreichen Gedenkveranstaltungen an die Gefechte erinnert.

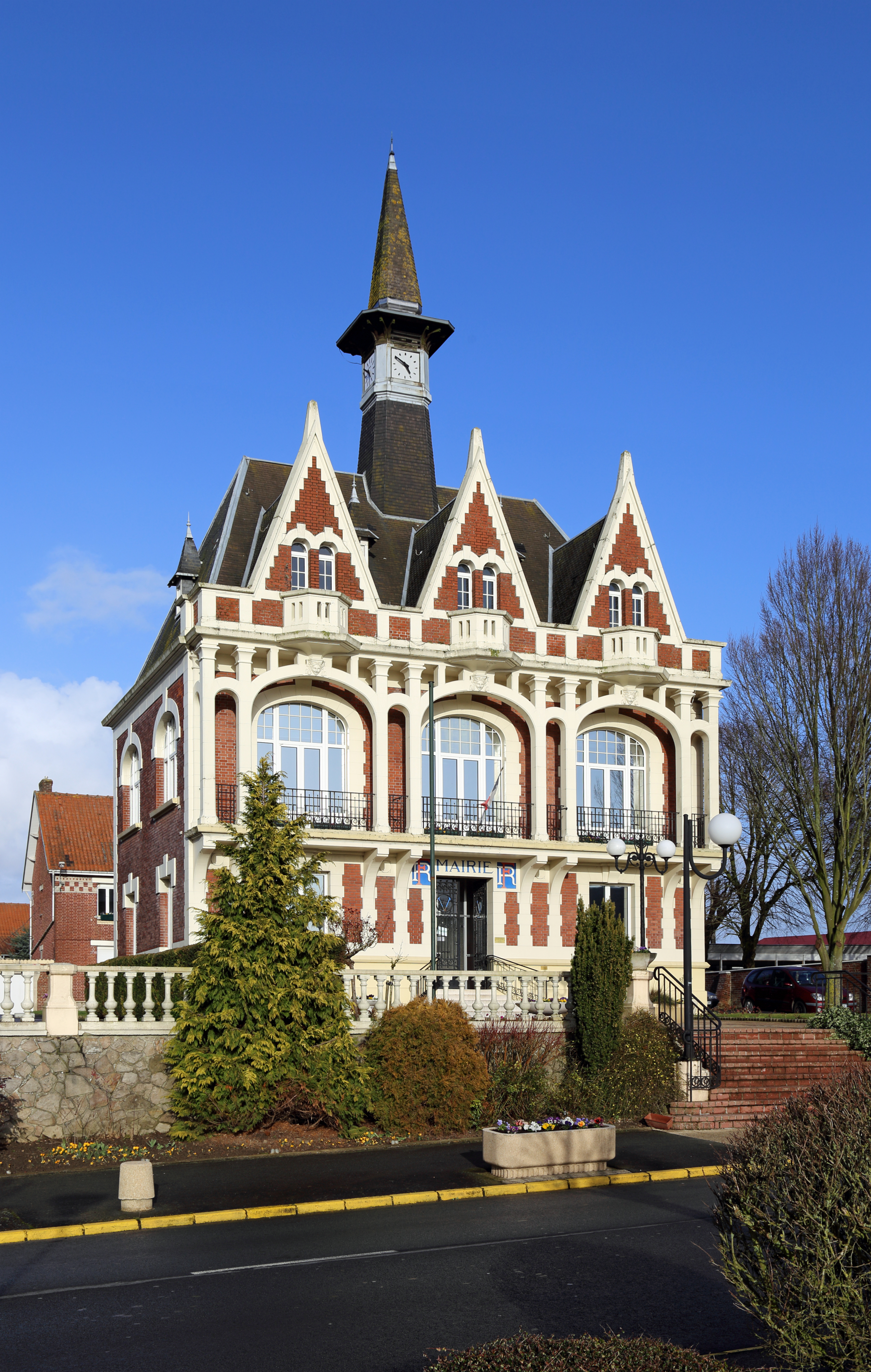
Rathaus
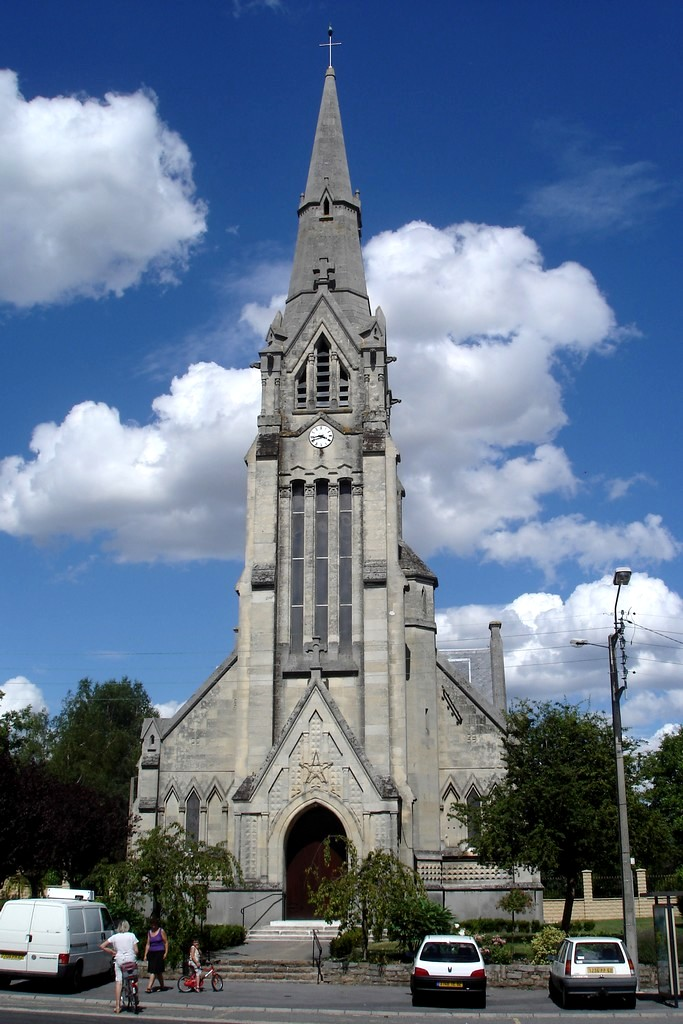
Kirche
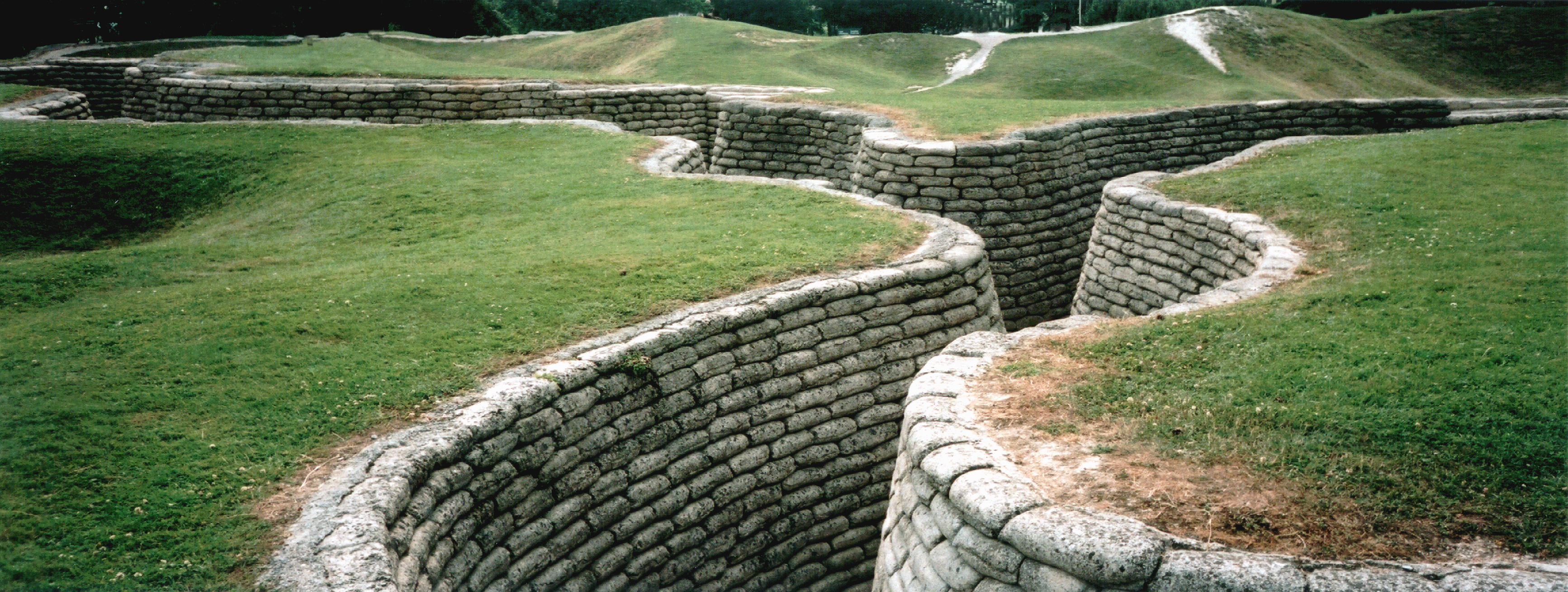
Schützengräben

## Trivia
Der britische Bomber Vickers Vimy wurde vermutlich nach den Gefechten um den Höhenzug benannt. Es wurde nach dem Krieg als eines der ersten kommerziellen Passagier- und Frachtflugzeuge eingesetzt und erhielt durch die erste Atlantiküberquerung durch John Alcock und Arthur Whitten Brown Berühmtheit.

## Partnergemeinden
- Fischach in Deutschland
- Horley in der Grafschaft Surrey, Vereinigtes Königreich